# بخش کارلسته
بخش کارلسته (به سوئدی: Karlstads kommun) یک ناحیه شهرداری در سوئد است که در شهرستان ورملاند واقع شده‌است.

## خواهرخوانده
شهرهای بلوندوس، غازی عینتاب، هورزنس، یوگوا، لیوبلیانا، موس، نروژ و نوکیا، فنلاند خواهرخوانده‌های بخش کارلسته هستند.